# Gender (hudební nástroj)

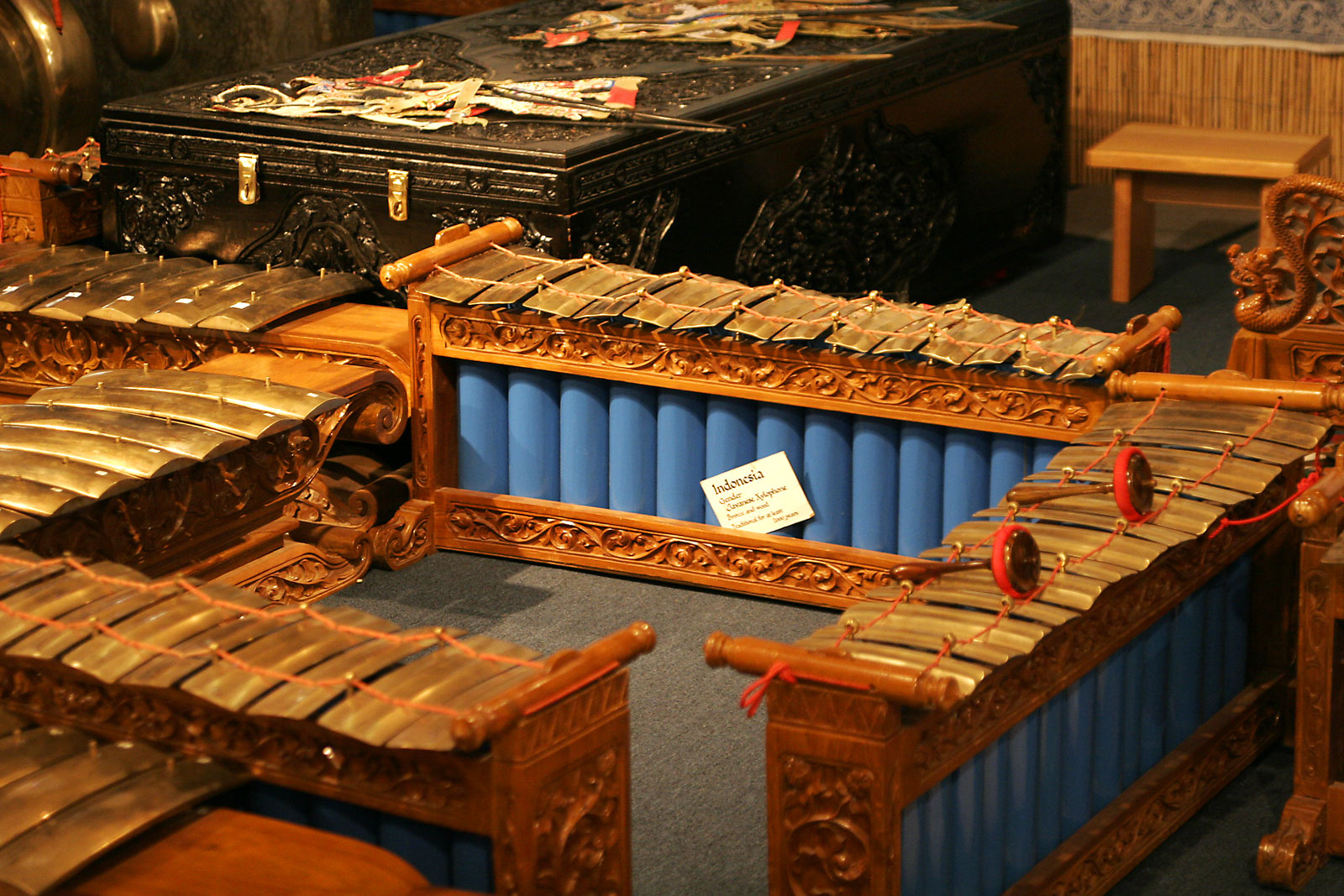
Gender

Gender je indonéský název hudebního nástroje typu metalofonu. Prostorem jeho použití byla a je balijská a jávská gamelan hudba. Nástroj tvoří 10–14 šňůrou spojených kovových tyčí, které jsou vyladěny do konkrétních tónů a zavěšeny nad bambusovou nebo kovovou ozvučnicí. Tón je vytvářen klepnutím dřevěné paličky nebo kotoučem, jehož povrch je změkčen.
Tonální systém nástroje tvoří pět not. V sedmitónové pélogové stupnici jsou některé tóny vynechány podle patety. Většina hudebníků zahrnuje při hře tři gender, jeden pro sléndro, jeden pro pelog pathet nem a lima a jeden pro pelog pathet barang.
Nástroj gender je podobný balijským nástrojům gangsa. Ty mají individuální rezonátor pod každou klávesou. Rovněž je podobný jávskému nástroji slenthem, jehož tóny, kterých je méně, jsou posazeny níže.
Melodie se vytváří údery obou rukou, jež se někdy pohybují paralelně, jindy hrají kontrapunkticky. Při hře gender barung dvěma paličkami je důležitá technika tlumení tónů, která hru na většinu gamelanových nástrojů činí technicky náročnější. Vytvořený tón musí být totiž tlumen stejnou rukou ihned po vzniku nového. Je toho možné dosáhnout užitím specifického úhlu paličky, přičemž ale také vzniká krátká zvuková pauza.
Evropská kultura zná gender od konce 19. století, kdy na kontinent společně s atraktivním orientálním uměním pronikala také hudba Asie.

## Typy hudby gamelan
V některých typech hudby gamelan se používají dva nástroje gender, oba mají přibližně dvě a půl oktávy. Dále pak gender barung a gender panerus, jeden posazený o oktávu výše než druhý. V hudebním stylu Gamelan Surakarta hraje gender panerus jedinou linii melodie podobnou nástroji siteru. Gendèr barung vytváří pomalejší, ale složitější melodickou strukturu, která užívá více samostatných melodických linií pro pravou a levou ruku. Ty se spojují v intervalech kempyung (přibližně kvinta) a gembyang (oktáva). Tři velikosti gender se nazývají jegogan (největší), jublag a penyacah. Pár desetitaktových gender se nazývá giying.

## Styly hlasité a tiché (měkké) hry
Hudba gamelan se provozuje ve dvou různých typech souborů: hlasitém a tichém (měkkém). Nástroje gender se používají v obou stylech. Styl měkké hry je charakteristický hlasy a nástroji jako gambang, celempung, rebab, gender panerus a gender barung. Styl hlasité hry se provozuje nástroji jako gong ageng, siyem, kempul, kenong, kethuk, kempyang, engkukkemong, bonang family, saron family, gender slenthem, kendhang family a bedhug.
V obou stylech je provozována poloimprovizovaná hra zvaná cengkok. Jedná se o relativně neměnné hudební struktury, jež lze různými způsoby obměňovat, aby vyhovovaly stylu, patetu, irama a náladě skladby, stejně jako dovednostem interpreta. Repertoár cengkok pro gender je propracovanější a specifičtější než repertoár většiny ostatních novějších typů nástrojů.